# Политическое насилие в Германии (1918—1933)
Политическое насилие в Германии (1918–1933) — значительное политическое насилие с момента падения Германской империи и образования Веймарской республики, начиная с Ноябрьской революции 1918–1919 годов вплоть до прихода к власти нацистской партии на выборах 1933 года и провозглашения Закона о полномочиях 1933 года, который позволил полностью сломить любую оппозицию. Насилие характеризовалось убийствами и столкновениями между радикально правыми, такими как фрайкор (иногда в сговоре с государством), и радикально левыми, такими как Коммунистическая партия Германии.
В период с 1919 по 1922 год было совершено не менее 354 политически мотивированных убийств правыми экстремистами, в основном членами фрайкоров, и не менее 22 убийств левыми экстремистами. По сравнению с убийствами, совершёнными правыми, убийства, совершённые левыми, подвергались уголовному преследованию гораздо чаще и влекли за собой значительно более суровые наказания: 10 казней, 3 пожизненных заключения и 249 лет тюремного заключения в общей сложности у левых в сравнении с одним пожизненным заключением и 90 годами тюремного заключения у правых. Это связано со спецификой юридической системы Веймарской республики, так как большинство судей остались со времен кайзеровской эпохи, отличались консерватизмом и придерживались правых взглядов.

## Список насильственных политических беспорядков в Веймарской республике
- Ноябрьская революция (1918—1919)
  - Кильское восстание (1918)
  - Рождественский мятеж (1918)[англ.]
  - Образование Эльзасской советской республики (1918)
  - Восстание спартакистов (1919)
  - Берлинские мартовские бои (1919)[англ.]
  - Образование Баварской советской республики (1919)
- Великопольское восстание (1918—1919)
- Силезские восстания (1919—1921)
- Бойня у Рейхстага (1920)[англ.]
- Капповский путч (1920)
- Рурское восстание (1920)
- Убийства по приговорам фемических судов (1920—1923)[англ.]
- Мартовское восстание (1921)
- Убийство Маттиаса Эрцберга (1921)
- Убийство Вальтера Ратенау (1922)
- Забастовки против правительства Куно (август 1923 года)[англ.]
- Кюстринский путч (1923)
- Коммунистическое восстание в Германии в октябре 1923 года
- Гамбургское восстание (1923)
- Пивной путч Гитлера и Людендорфа (1923)
- Блутмай (1929)
- Убийство Хорста Весселя (1930)
- Мятеж Штеннеса[англ.](1931—1932)
- Убийство на Бюловплац (1931)
- Погром на Курфюрстендамме (1931)
- Убийство в Потемпе (1932)[англ.]
- Дело Квами[англ.](1932)
- Берлинская забастовка на транспорте 1932 года[англ.]
- Кровавое воскресенье в Альтоне (1932)
- Государственный переворот в Пруссии (1932)
- Айслебенское кровавое воскресенье (1933)
- Поджог Рейхстага (1933)
- Кёпеникская кровавая неделя (1933)